# 스티브 화이트
스티브 화이트(Steve White, 1961년 3월 ~ )는 미국의 배우, 희극 배우, 각본가, 텔레비전 배우, 작가이다.
브루클린에서 태어났다.

## 영화
- 버스를 타라 (1996년)
- LA 캅스 (1996년)
- 타인의 돈 (1991년)
- 로큰롤 탐정 포드 (1990년)
- 모베터 블루스 (1990년)
- 구혼 작전 (1988년)